# چالش نخست
چالش نخست (به انگلیسی: Starter for 10) فیلمی محصول سال ۲۰۰۶ و به کارگردانی تام وان است. در این فیلم بازیگرانی همچون جیمز مک‌آووی، آلیس ایو، ربکا هال، چارلز دنس، لینزی دانکن، بندیکت کامبربچ، دومینیک کوپر، جیمز کوردن، سایمون وودز، کاترین تیت، مارک گیتیس، جان هنشا و گای هنری ایفای نقش کرده‌اند.